# فهرست علف‌های هرز
این مقاله، فهرست تغدادی از گونه‌ها و خانواده‌های علف‌های هرز است.

## گیاهان هرز دولپه‌ای
علف‌های هرز در مهم‌ترین خانواده‌های گیاهان دولپه‌ای
- خانوادهٔ اسپند (Zygophyllaceae)
  - خارخسک
- خانوادهٔ تاج خروس (Amarantaceae)
  - تاج خروس سفید
  - تاج خروس ریشه قرمز
- خانوادهٔ اسفناجیان (Chenopodiaceae)
  - اسفناج صحرایی
  - سلمه‌تره
  - علف شور
- خانوادهٔ هفت‌بندیان (Polygonaceae)
  - علف هفت‌بند
  - ترشک
- خانوادهٔ گزنه‌ایان (Urticaceae)
  - گزنه
- خانوادهٔ چتریان (جعفری) (Umbelliferae = Apiaceae)
  - هویچ وحشی
  - شانه ونوس
- خانوادهٔ شب‌بویان (Brassicaceae)
  - خاکشیر
  - ازمک
  - قدومه
  - ترب وحشی
  - کیسه کشیش
- خانوادهٔ میخکیان (Caryophyllaceae)
  - سیاه‌تخمه
  - قلیانک
  - گندمک
  - جغجغک
- خانوادهٔ گل راعی (Hypericaceae)
  - علف چای
- خانوادهٔ فرفیونیان (Euphorbiaceae)
  - فرفیون
- خانوادهٔ باقلاییان (Fabaceae)
  - خارشتر
  - شیرین‌بیان
  - خلر
  - یونجه سیاه
  - یونجه زرد
  - شبدر سفید
  - ماشک گل‌خوشه‌ای
- خانوادهٔ حناییان (Lythraceae)
  - توری
- خانوادهٔ پنیرک (ختمی) (Malvaceae)
  - گاوپنبه
  - ختمی
  - کنف وحشی
  - پنیرک
- خانوادهٔ شبدرترشکیان (Oxalidaceae)
  - شبدر ترشک
- خانوادهٔ خرفه‌ئیان (Porthulacaceae)
  - خرفه
- خانوادهٔ آلالگان (Ranunculaceae)
  - سرخک (گل آتشین)
  - زبان‌درقفا
  - آلاله پنجه‌گربه
  - آلاله خزنده
- خانوادهٔ گل‌سرخیان (Rosaceae)
  - علف نقره‌ای
  - تمشک وحشی
- خانوادهٔ روناسیان (Rubiaceae)
  - بی‌تی‌راخ (شیرپنیر)
- خانوادهٔ گاوزبانیان (Boraginaceae)
  - گاوزبان بدل
  - فانوس آبی
- خانوادهٔ کاسنیان (Asteraceae = Compositae)
  - بومادران
  - تلخه
  - قیاق
  - بابونه
  - گندواش
  - گلرنگ وحشی
  - گل گندم
  - کاسنی
  - کنگر صحرایی (خارلته)
  - علف اسب (شیخ بهار)
  - شکرتیغال
  - گالینسوگا
  - زلف پیر
  - کنگر خوراکی
  - شیرتیغک
  - گل قاصد
  - شنگ
  - توق
  - توق خاردار
- خانوادهٔ بارهنگیان (Plantaginaceae)
  - بارهنگ برگ نیزه‌ای
  - بارهنگ
- خانوادهٔ پیچکیان (Convolvulaceae)
  - پیچک صحرایی
  - پیچک سفید
  - سس
- خانوادهٔ گل جالیزان (Orobanchaceae)
  - گل جالیز
- خانوادهٔ گل‌میمونیان (Scrophulariaceae)
  - گل ماهور
  - سیزاب ایرانی
- خانوادهٔ بادنجانیان (Solanaceae)
  - تاتوره
  - تاج‌ریزی سیاه
  - عروسک پشت پرده
- خانوادهٔ خشخاش (Papaveraceae)
  - شقایق
  - گل عروس بنفش
- خانوادهٔ شمعدانیان (Geraniaceae)
  - نوک لک‌لکی هرز
  - شمعدانی وحشی
- خانوادهٔ نعنائیان (Lamiaceae = labiatae)
  - غربیلک
  - پونه آبی
- خانوادهٔ دارواشیان (Loranthaceae)
  - دارواش
- خانوادهٔ آقطیان (Caprifoliaceae)
  - آقطی سرخ
- خانوادهٔ سرخاب‌کولیان (Phytolaccaceae)
- خانوادهٔ نیلوفرآبیان (Nymphaceae)

## گیاهان هرز تک‌لپه‌ای
برخی گونه‌های علف‌های هرز در مهم‌ترین خانواده‌های گیاهان تک‌لپه‌ای
- خانوادهٔ قاشق‌واشیان (Alismaceae)
  - قاشق‌واش
- خانوادهٔ زنبقیان (Iridaceae)
  - زنبق
- خانوادهٔ سازوئیان (سماریان) (Juncaceae)
  - سازو
- خانوادهٔ نرگسیان (Aliaceae)
  - سیر وحشی
- خانوادهٔ جگنیان (Cyperaceae)
  - اویارسلام
  - اویارسلام زرد
  - اویارسلام ارغوانی
  - پیزر (تزک)
- خانوادهٔ عدسک‌آبیان (Lemnaceae)
  - عدسک آبی
- خانوادهٔ لوئیان (Typhaceae)
- خانوادهٔ غلافیان (Pontederiaceae)
  - سل‌واش
- خانوادهٔ گندمیان (Poaceae = Geraminae)
  - آجیلوپس (دانه تسبیح)
  - بیدگیاه
  - دم‌روباهی
  - جارو علفی
  - علف باغ
  - سوروف
  - پنجه مرغی
  - مرغ خوشه سرخ
  - سه چکه واش
  - بندواش
  - ارزن وحشی (چسبک)
  - چمن یکساله (پوآ)
  - خونی‌واش
  - چچم
  - حلفه (زلف شیطان)
  - جوی وحشی
  - فلوم
  - لرزانک
  - ولپیا
  - شال‌دم
  - شال تسبیح
  - یولاف وحشی
- خانوادهٔ شورابیان (Ruppiaceae)
- خانوادهٔ تیزک (Najadaceae)
- خانوادهٔ تخت‌قورباغه‌ایان (Hydrocharidaceae)
- خانوادهٔ بارهنگ آبی (Potamogetonaceae)
- خانوادهٔ سراتوفیلاسه (Ceratophyllaceae)